# دومینیک رینولد
دومینیک رینولد (انگلیسی: Dominic Reinold؛ زادهٔ ۷ ژانویهٔ ۱۹۸۹) بازیکن فوتبال اهل آلمان است.
از باشگاه‌هایی که در آن بازی کرده‌است می‌توان به باشگاه فوتبال اسپورتینگ کوویلیا و باشگاه فوتبال بیرامار اشاره کرد.